# Rollò
Il rollò o rollò nisseno  o rollò di ricotta di Caltanissetta (dal francese roulè) è un tipico dolce nisseno prodotto dai pasticcieri locali da moltissimo tempo.
Viene consumato tutto l'anno, non essendo legato a nessun evento o ricorrenza.

## Storia
Questo dolce insieme alla raviola di ricotta è un dolce che nasce a Caltanissetta.
Si ritiene che questo dolce abbia una storia relativamente recente, infatti, quasi tutti i dolci nisseni hanno nella loro storia un evento o una ricorrenza religiosa che li caratterizza, come ad esempio la Spina santa e la Crocetta di Caltanissetta; mentre il rollò probabilmente nasce negli ultimi decenni dell'Ottocento, quando arrivò nella città nissena, l'eco della pasticceria svizzera portata in Sicilia dai pasticcieri Luigi Caflisch a Palermo, Alessandro Caviezel e Ulrico Greuter a Catania.
Molto simile come struttura, ma non come ingredienti, allo Swiss roll che è un tipo di pan di spagna arrotolato imbottito con panna o marmellata inventato nel XIX secolo in Europa centrale.
Il rollò nisseno somiglia anche a tutta una tradizione internazionale di dolci di tipo arrotolato che è possibile trovare in molti paesi, tra questi in Italia il tronchetto natalizio. Fermo, però, restando l'assoluta unicità del rollò nisseno per gli ingredienti tipici della pasticceria siciliana quali la ricotta di pecora e la pasta reale.

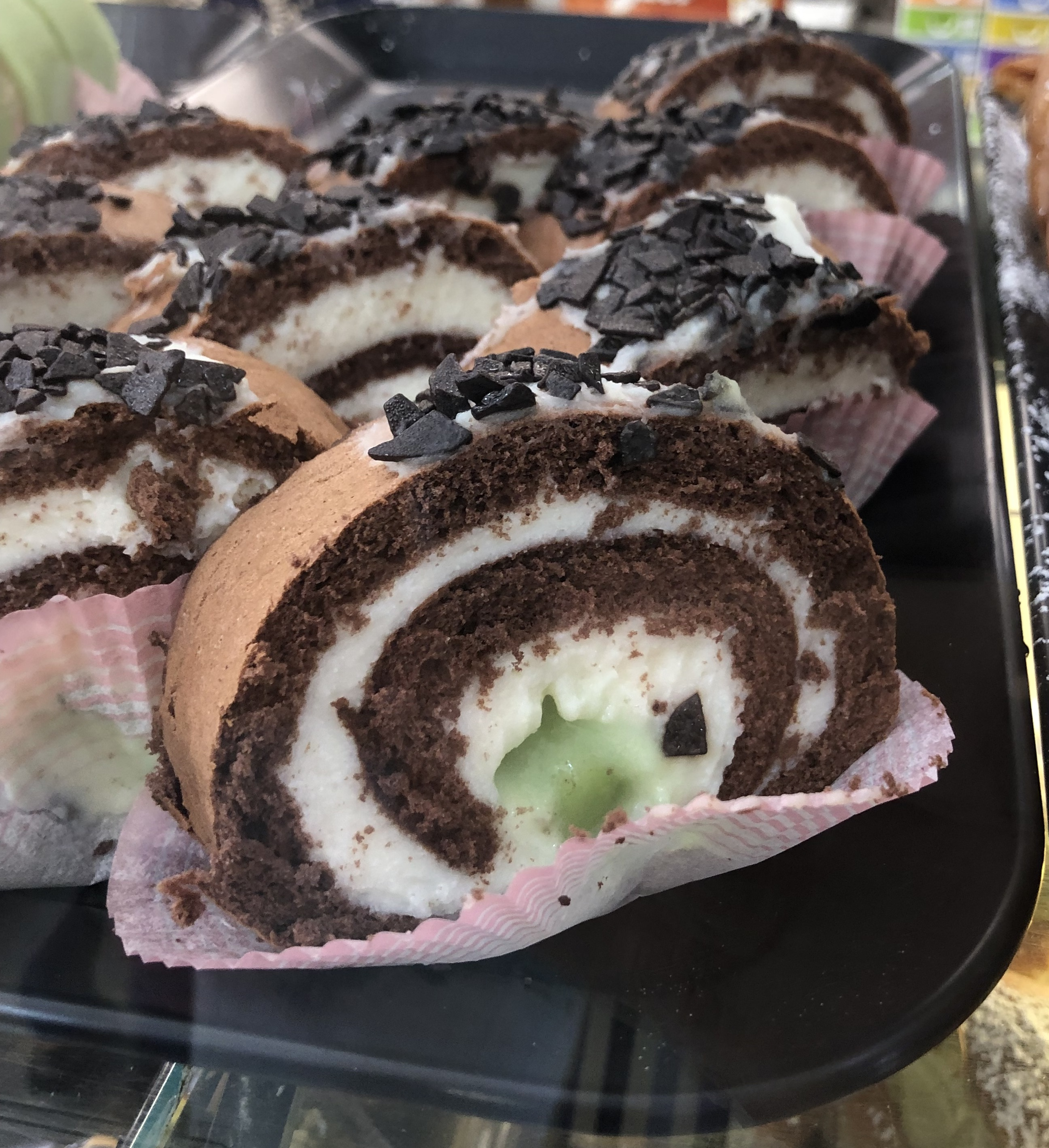
Rollò nisseno
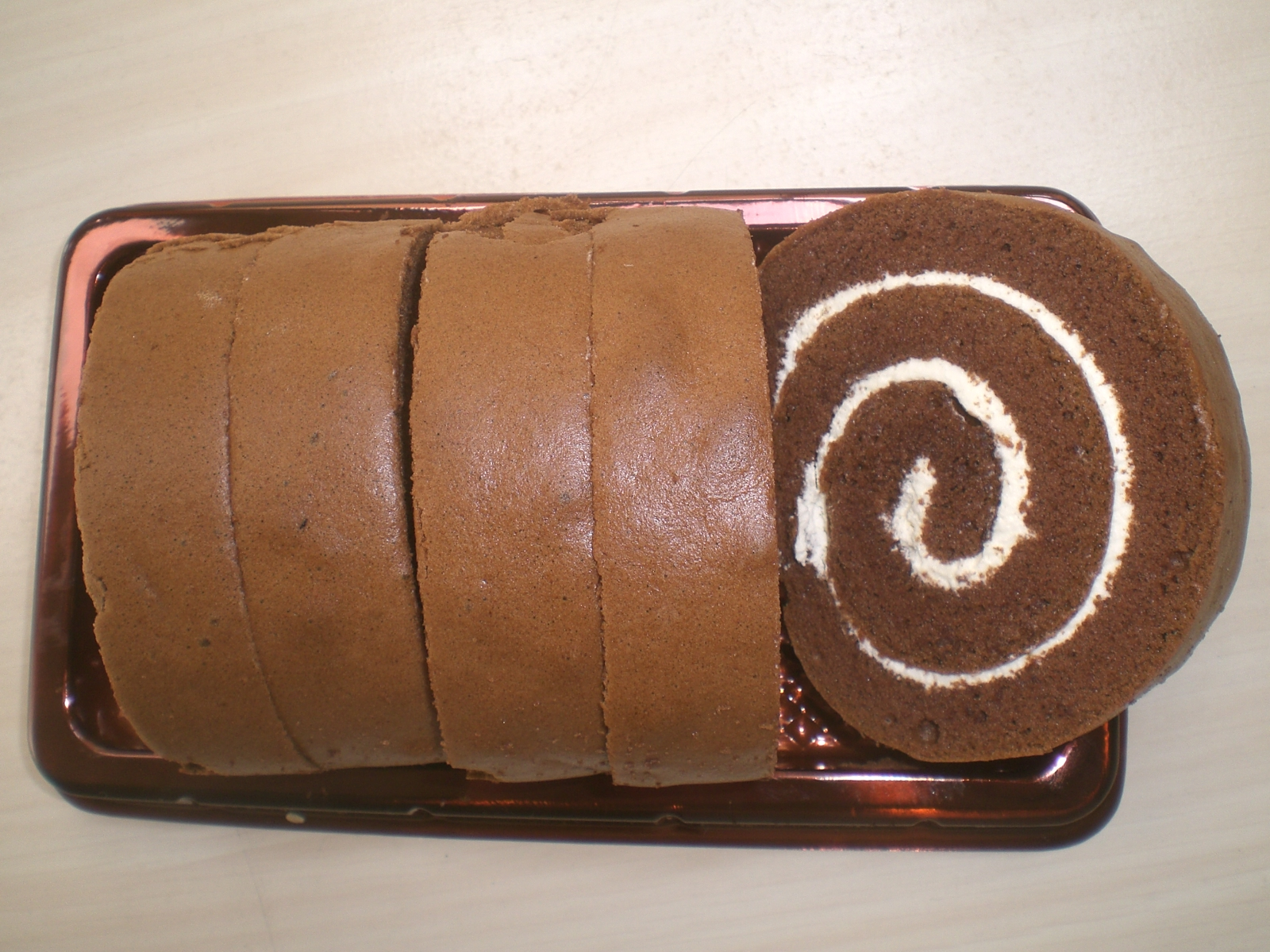
Swiss Roll
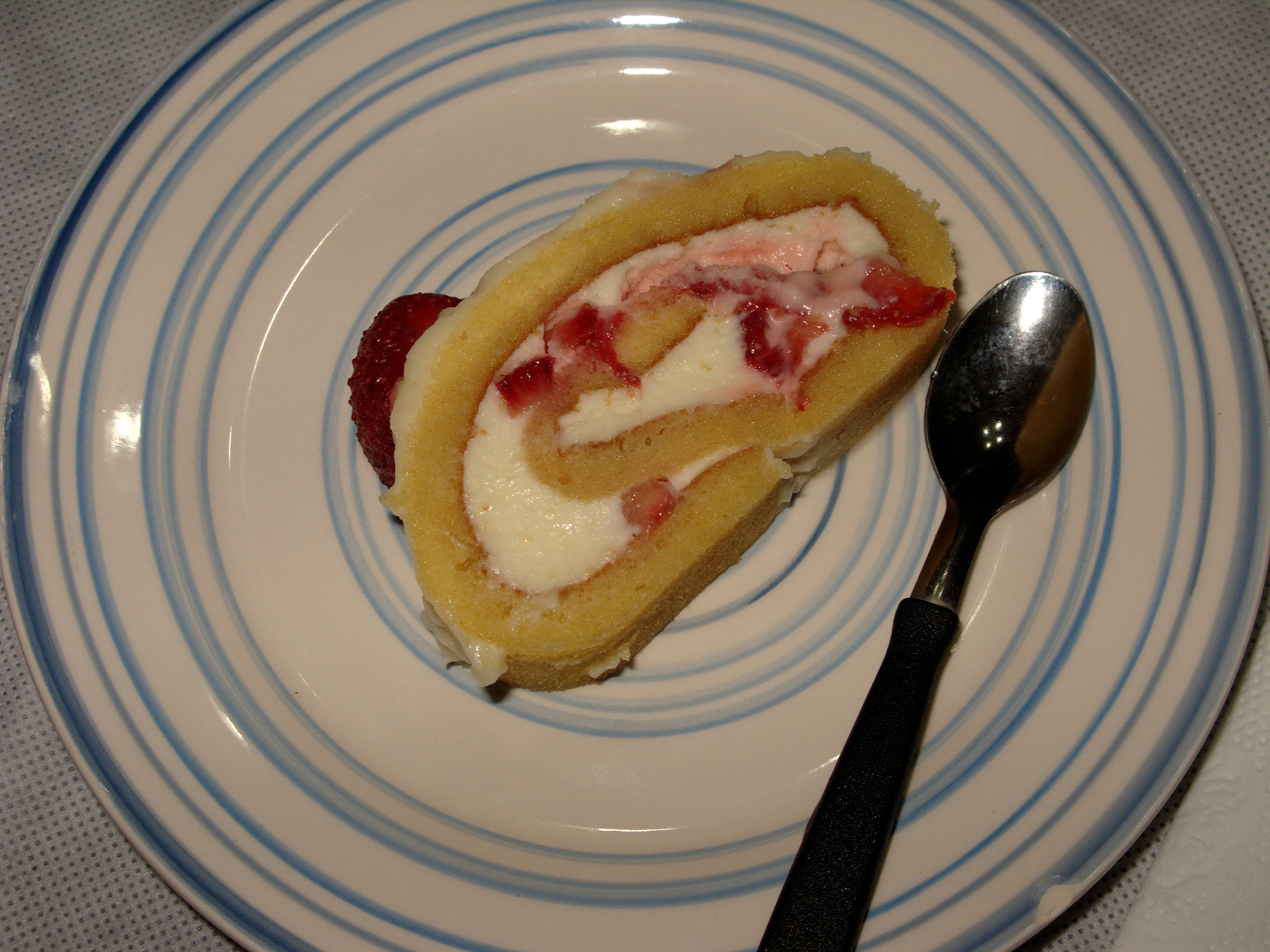
Il Piononos argentino
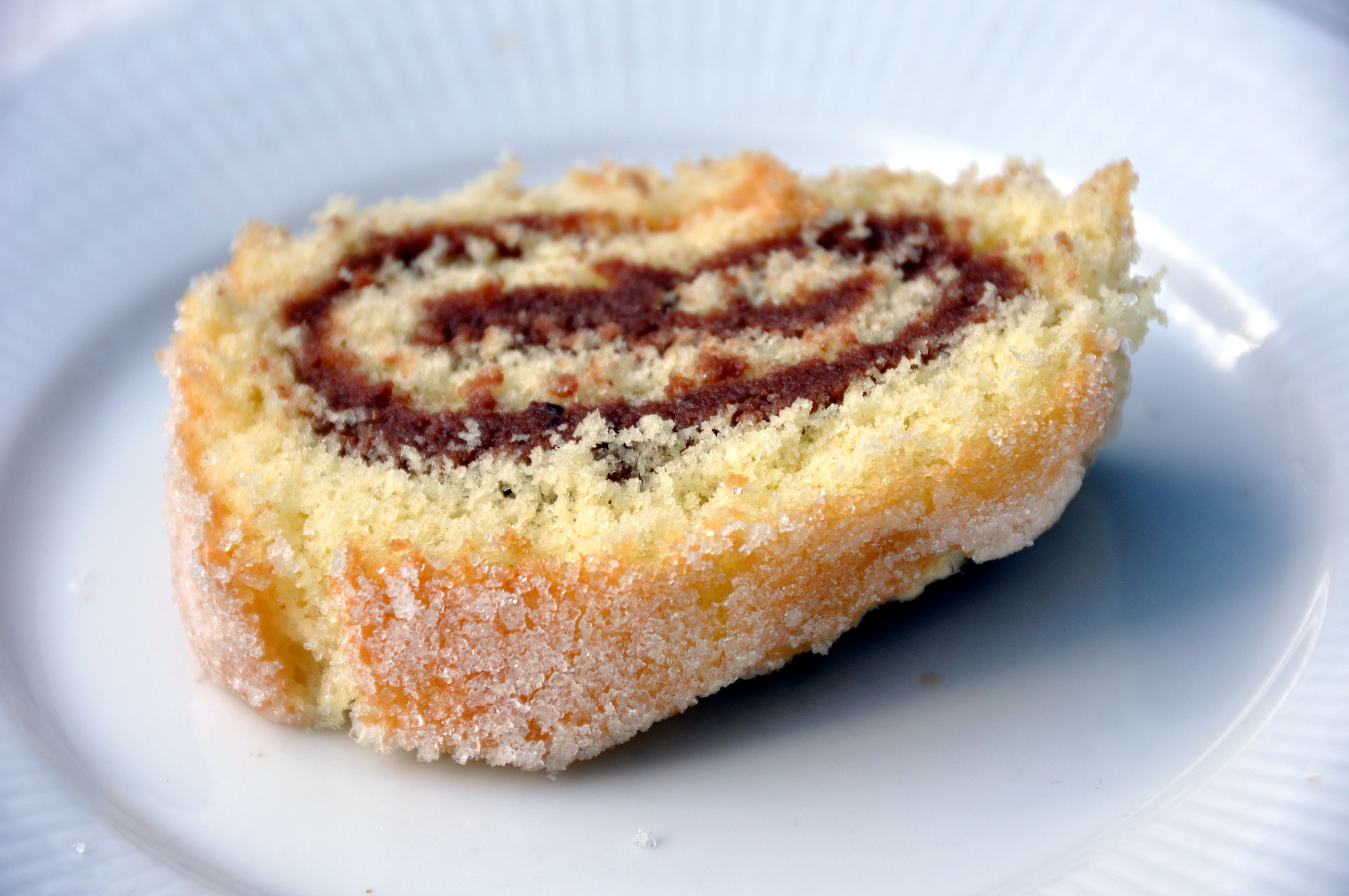
Brazo gitano brasiliano
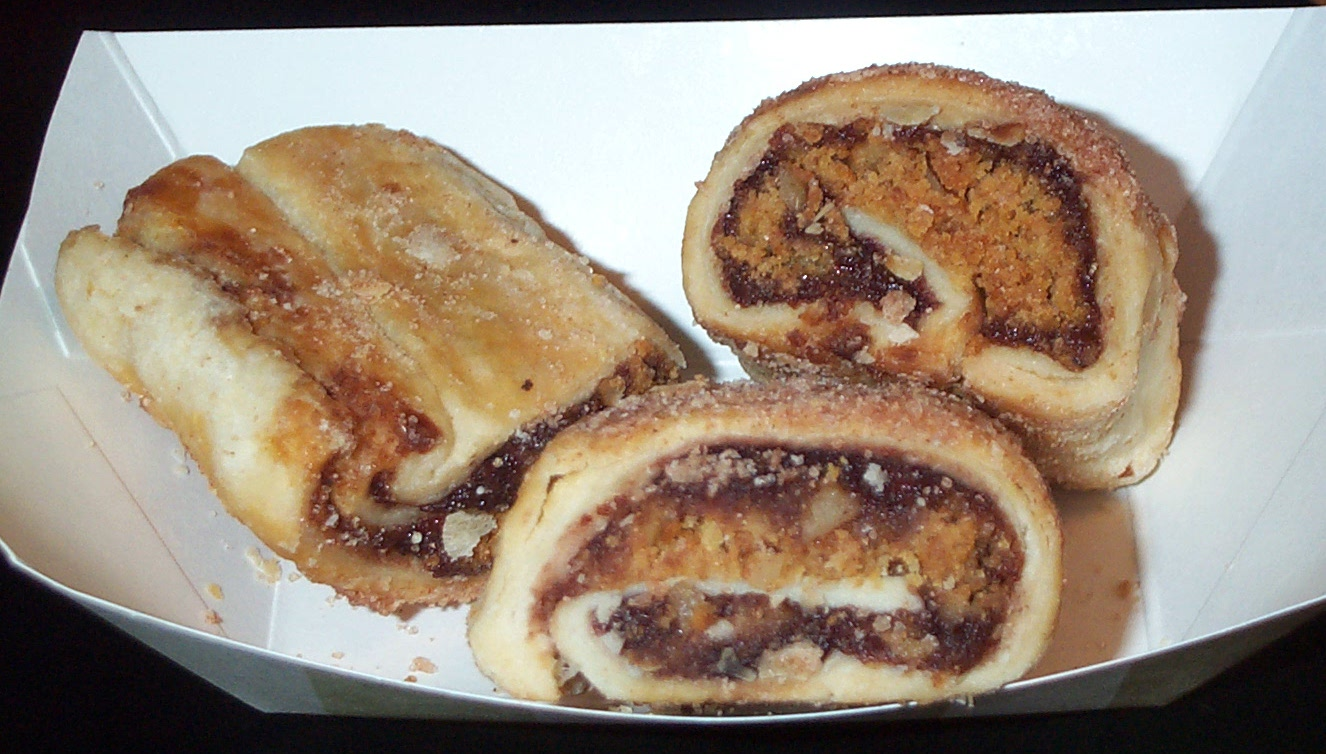
Il Rugelach Ebreo di origini Aschenaze
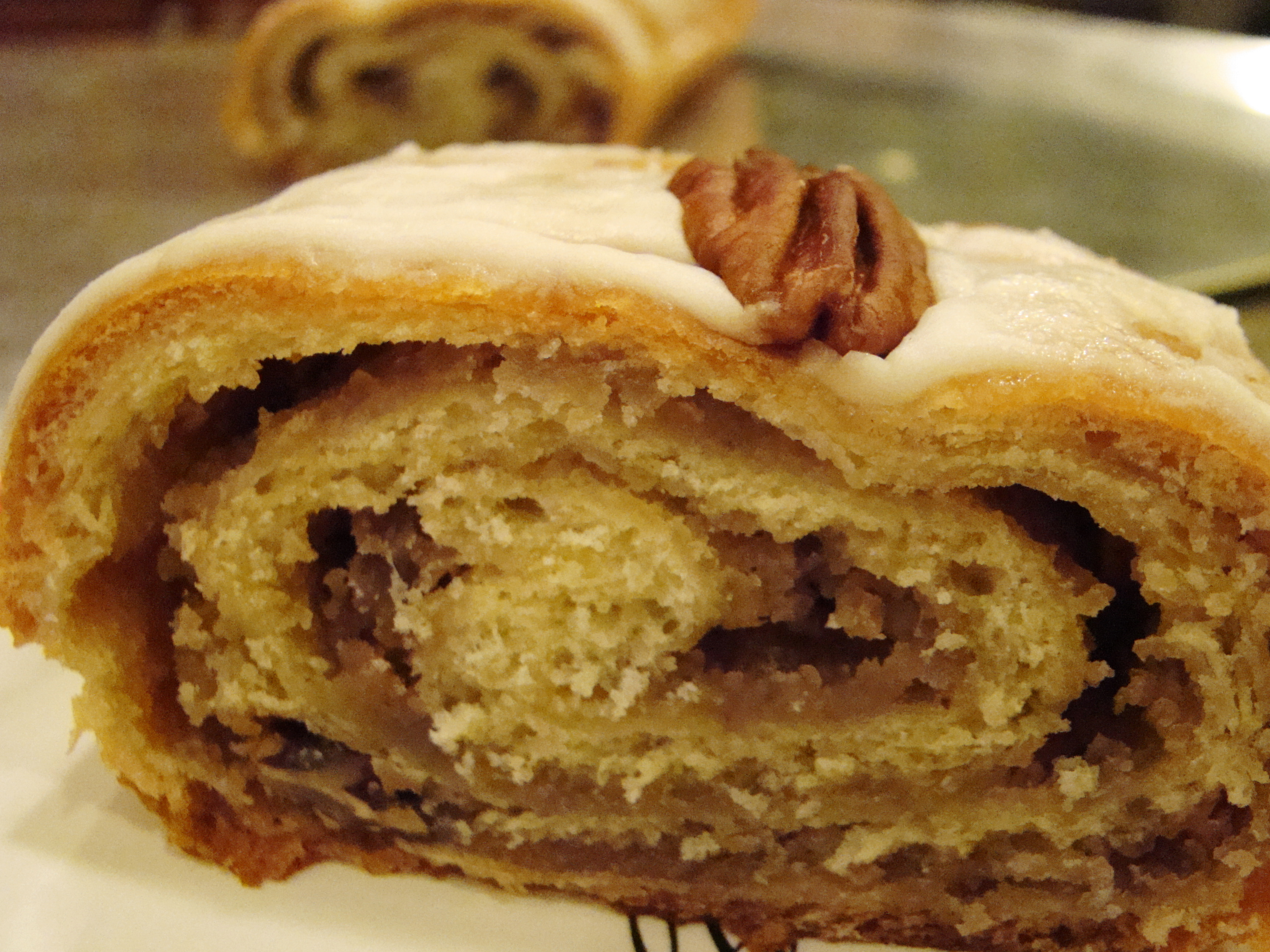
Lo strudel dell'Europa centrale

### Dolci arrotolati tipo Swiss roll
Sono tutti dolci che hanno la caratteristica di avere una forma cilindrica. sono fatti con un unico di torta, il pan di spagna o bisquit viene passato sulla torta in modo da essere arrotolato su se stesso.
A differenza degli strati di pan di Spagna sovrapposti nelle torte comuni, il rotolo con il ripieno di crema o marmellata o altro è costituito da un unico pezzo di torta.

## Ingredienti

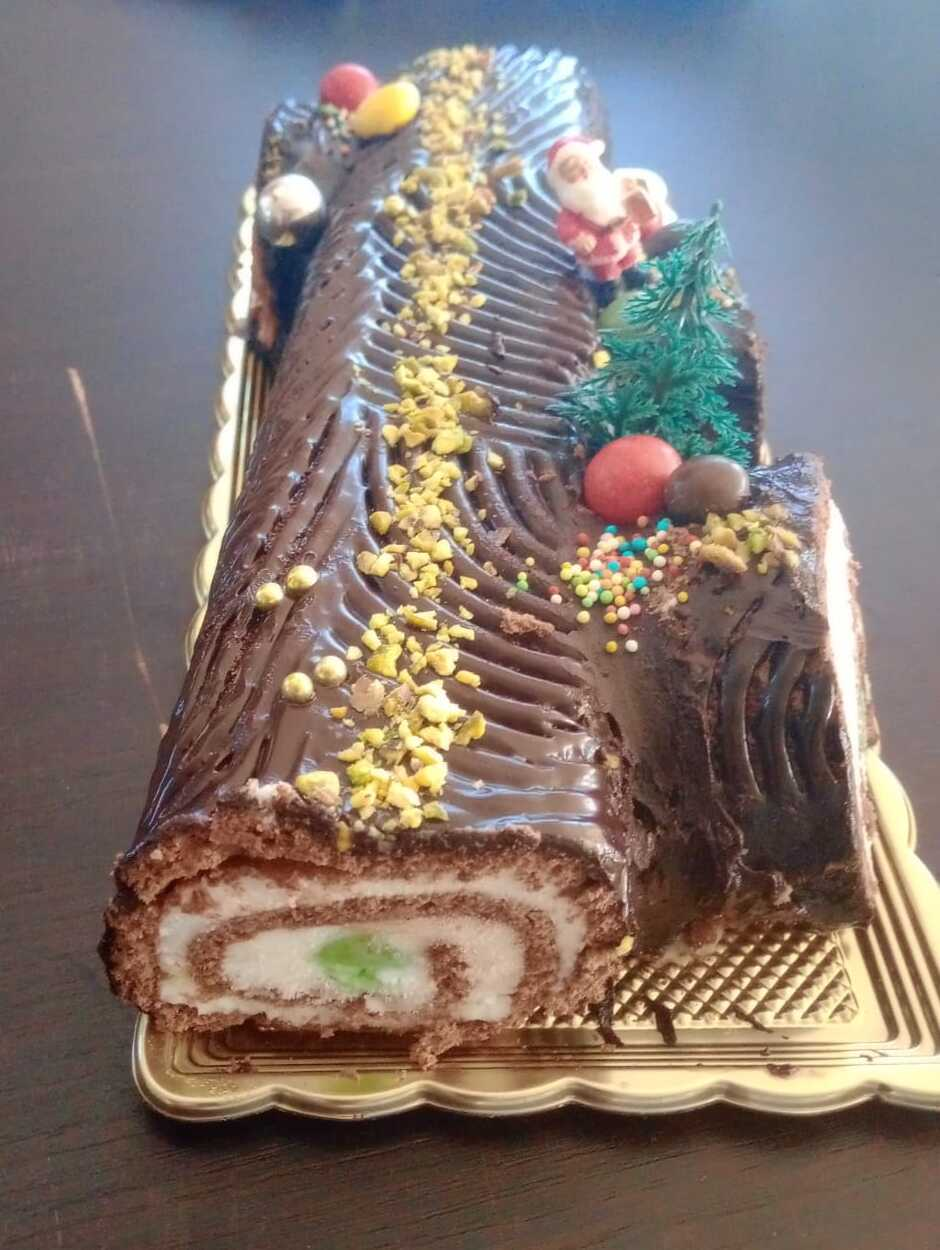
Durante il periodo natalizio si produce il Tronchetto di rollò

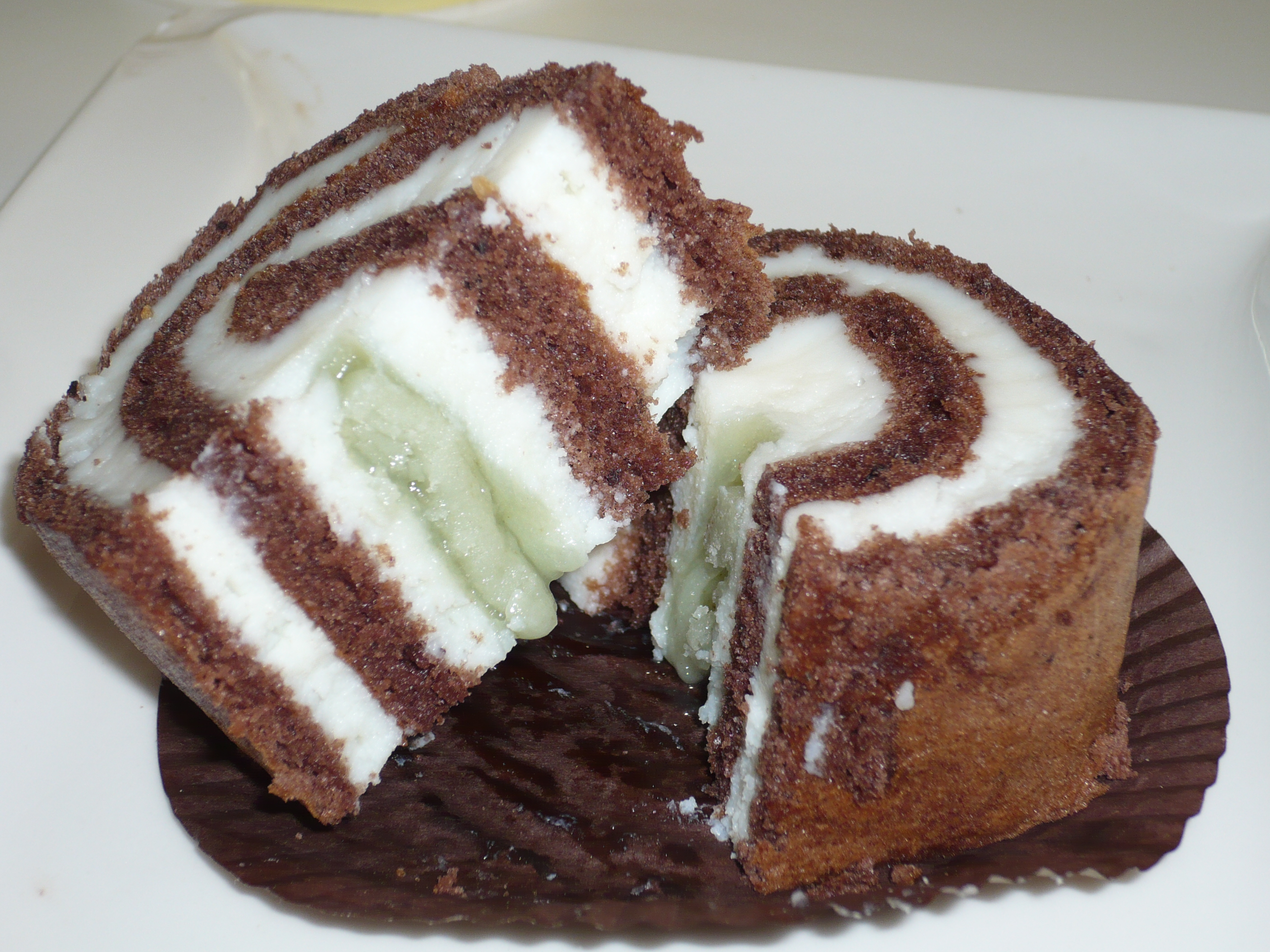
Rollò nisseno in sezione e senza guarnizioni

Uova intere; farina, mandorle in polvere, zucchero, cacao amaro in polvere che caratterizza il pan di spagna che a sua volta arrotola la ricotta di pecora e il cuore di pasta reale (marzapane).
Inoltre, il miele, la pasta reale verde, la ricotta zuccherata e setacciata, il cioccolato fondente e/o la granella di pistacchio.
Le dosi degli ingredienti sono rigidamente applicate da tutti i pasticcieri produttori secondo un disciplinare, esiste una versione mignon dove si usa per la preparazione un mezzo foglio di pan di spagna.
Alcuni pasticcieri tagliano i tranci di rollò in modo orizzontale n modo da avere uno spessore costante del dolce altri anche obliquamente in modo da avere una parte più sottile.
Varia lo spessore del cuore di pasta reale verde, varia lo spessore del pan di spagna al cioccolato, varia la guarnitura con granella di pistacchio con o senza la granella di cioccolato fondente.
Ogni pasticciere nisseno da una personale interpretazione del dolce; in tutti i casi la particolarità del dolce sta nella perfetta armonia e nella perfetta sovrapposizione del gusto dell'amaro del cacao del pan di spagna, del dolce grasso della ricotta e dell'extra dolce della pasta reale o frutta martorana senza però che nessun gusto soverchi gli altri due.
Il dolce è nel suo complesso morbido e facilmente scioglievole al palato, ciò perché deve necessariamente riposare 12 h prima della commercializzazione, così da rendere morbido il pandispagna, secondo quella che viene definita tecnicamente “cottura dei sapori”.
Durante le festività natalizie si produce a Caltanissetta il Tronchetto di rollò, questo è, insieme al buccellato, il dolce natalizio tipico della città nissena.

## Guinness World Record
Un gruppo di 120 pasticcieri nisseni, il 6 ottobre 2002 preparò il rollò più lungo del mondo, con una lunghezza di ben 303,30 metri ottenendo un Guinness World Record: dall'enorme rollò furono ricavate più di 12.000 porzioni.
Un altro primato fu stabilito dagli stessi pasticcieri il 21 novembre 2004 quando prepararono un altro rollò di 30 metri, con l'unica differenza di essere senza glutine, in occasione del convegno sulla celiachia.